# Kacsakagylók
A kacsakagylók (Lepadomorpha) az állkapcsilábas rákok (Maxillopoda) osztályának egyik alrendje.

## Előfordulásuk
A kacsakagylók elterjedési területe az Atlanti-óceán északi felére, az Északi-tengerre és a La Manche-csatornára korlátozódik. A különféle kacsakagyló fajok elterjedési területükön nagy számban lelhetők fel.

## Megjelenésük
A kacsakagylók héja nagyjából 5 centiméter hosszú, mészlemezkékből áll. A hófehér héj kékesen csillog. A nyelük, amin ül a héj, rendszerint 1-2 centiméter hosszú, de részben behúzható. Bőrszerű, a színe szürkésbarna. A cementmirigy a bőrszerű nyél tövében helyezkedik el, és olyan anyagot választ ki, melynek segítségével a kacsakagyló meg tud tapadni a sodródó tárgyakon. A kacsakagyló oly módon szerzi meg a táplálékát, hogy héjának felső lemezeit szétnyitva kidugja öt pár végtagját (kacslábát). Az árapály hatására ide-oda sodródó planktonikus élőlények fennakadnak a lábak finom sertéin. Ezután az állat a zsákmánnyal együtt behúzza a lábait a héja alá. A végbélnyíláson keresztül az emésztés végtermékét bocsátja ki az állat. A zsigereken keresztül a gyomor összeköttetésben áll a kacslábakkal. A petefészkek az állat húsos nyelében helyezkednek el, és a petevezető révén összeköttetésben állnak egymással.

## Életmódjuk
A kacsakagylók nagy tömegben élnek. Táplálékuk plankton, bolharákok, evezőlábú rákok és ászkarákok. A kacsakagylók hat évig is élhetnek, de sok állat még a naupliusz-lárva stádiumban elpusztul.

## Szaporodásuk
A kacsakagylók hímnősök, de a megtermékenyítést egy másik, a közelben tartózkodó kacsakagyló végzi. Az egyik állat pénisze behatol egy másik kacsakagyló héja alá, majd leadja a spermát. A petéből való kifejlődés, a felnőtt állat testében történik meg. Az első fejlődési stádiumában a kacsakagyló úgynevezett naupliusz-lárva. Mielőtt nemtáplálkozó cypris-lárvává alakulna, zsírtartalékot halmoz fel a testében.

### A kacsakagylók felfújható pénisze
Azért, hogy áthidalják a változó vízállás és a helyhez között életmód okozta problémákat, a nevük ellenére a rákokhoz tartozó, de rákra alig hasonlító kacsakagylóknál pénisz fejlődött ki az evolúció folyamán. Nem is akármilyen: nyolcszor hosszabb, mint a testük. Így az összes állat közül nekik leghosszabb a péniszük a testükhöz viszonyítva. A kutatók most fölfedezték, hogy a kacsakagylók hímtagjának alakja is változhat a környezetnek megfelelően. A nyugodt vízben élő kacsakagylók pénisze hosszú és vékony, amellyel a legnagyobb távolságra képesek elérni. A háborgó vizekben élő állatoknak azonban rövidebb és vaskosabb a péniszük, ami jobban ellenáll az erős hullámverésnek. Annak ellenére, hogy hímnősek, azaz megvan a hím- és a nőivarszervük is, a kacsakagylók lehetőség szerint igyekeznek más egyedekkel párzani. De mint azon kevés helyhez kötött élőlények egyike, amelyek közvetlen megtermékenyítéshez folyamodnak, a kacsakagylóknak különleges kihívásokkal kell szembenézniük. A péniszüknek elég hosszúnak kell lennie ahhoz, hogy elérje és képes legyen megtermékenyíteni a távoli szomszédokat, de nem lehet annyira hosszú, hogy fölöslegesen himbálózzon az erős hullámok közt. A kutatók korábban már megállapították, hogy a kacsakagylók a hullámzástól függően képesek változtatni tollas lábszerű táplálékszerző függelékeik alakját és méretét. Most arra voltak kíváncsiak, igaz-e ugyanez a péniszükre is. Ezért két kutató injekciós fecskendőkből és csövekből készített, tengervízzel töltött péniszpumpával fújták föl mesterségesen a kacsakagylók hímivarszervét. (Normális esetben maguk az állatok préselnek tengervizet péniszükbe, hogy kinyúljon, amikor párzani akarnak.) A kutatók azt is kipróbálták, hogy békés vizekben élő kacsakagylókat telepítettek át, háborgó vizű helyekre és fordítva. Így eldönthették, hogy az általuk megfigyelt péniszváltozatokat a környezet és nem genetikai különbségek hozták létre. Az eredmények azt mutatták, hogy a kacsakagylók valóban képesek voltak változtatni péniszük átmérőjét és hosszát, hogy megfeleljenek új otthonuk hullámverési viszonyainak. Az is kiderült, hogy az ivarszerv rendkívül hajlékony és rugalmas.

## Rendszerezés
A kacsakagylók alrendjébe az alábbi családok és nemek tartoznak:
- Lepadidae Darwin, 1985
  - Conchoderma von Olfers, 1814 - 3 faj
  - Dosima Gray, 1825 - 2 faj
  - Hyalolepas Annandale, 1909
  - Lepas Linnaeus, 1758 - 19 faj
  - †Pristinolepas Buckeridge, 1983
- Oxynaspididae
  - †Archoxnyaspis Van Syoc & Dekelboum, 2011 - 1 faj
  - Minyaspis Van Syoc & Dekelboum, 2011 - 15 faj
  - Oxynaspis Darwin, 1852 - 11 faj
  - Scleraspis Van Syoc & Dekelboum, 2012 - 1 faj
- Poecilasmatidae Annandale, 1909
  - Dichelaspis Darwin, 1852 - 5 faj
  - Glyptelasma Pilsbry, 1907 - 10 faj
  - Megalasma Hoek, 1883 - 5 faj
  - Octolasmis Gray, 1825 - 27 faj
  - Pagurolepas Stubbings, 1940 - 2 faj
  - Poecilasma Darwin, 1852 - 8 faj
  - Temnaspis Fischer, 1884 - 9 faj
  - Trilasmis Hinds, 1844 - 1 faj